# هامپ
هامپ (انگلیسی: The Hump) نامی بود که توسط خلبانان متفقین جنگ جهانی دوم به انتهای شرقی کوه‌های هیمالیا که بر فراز آن هواگردهای ترابری نظامی از راج بریتانیا به طرف جمهوری چین (۱۹۴۹–۱۹۱۲) برای تأمین مجدد تلاش‌های جنگی جیانگ جیه شی در جنگ دوم چین و ژاپن و واحدهای نیروهای هوایی ایالات متحده مستقر در چین پرواز می‌کردند، داده شده بود. ایجاد یک خط ترابری هوایی در سال ۱۹۴۲ یک چالش قابل توجه ایجاد کرد: هیچ واحد آموزش دیده یا مجهزی برای جابجایی محموله نداشت و هیچ فرودگاهی نیز در جبهه چین برمه و هند برای پایگاه دادن تعداد زیادی حمل و نقل مورد نیاز وجود نداشت.